# 蘭陽溪
蘭陽溪，又名宜蘭濁水溪，位於台灣東北部蘭陽平原，屬於中央管河川，是宜蘭縣最主要的河川。主流全長73公里，上游河段名為耶克糾溪，發源於宜蘭縣、台中市交界處的南湖北山。向西北流至米磨登附近，匯集馬當溪、米摩登溪後，始稱蘭陽溪。此後河道大致沿東北方向，在貫穿大同鄉全境並從牛鬥附近進入蘭陽平原後，依序流經三星鄉、員山鄉、五結鄉、宜蘭市及壯圍鄉，並在入海口不遠處的噶瑪蘭大橋附近，與最重要的兩大支流－宜蘭河及冬山河匯合後注入太平洋。
除了宜蘭河和冬山河外，蘭陽溪的支流還有羅東溪、清水溪、粗坑溪、芃芃溪等，其中主流以北的支流發源於雪山山脈；以南則發源於中央山脈。包括支流在內的蘭陽溪流域，幾乎涵蓋宜蘭所有鄉鎮市，面積達978平方公里，其中山地面積有652平方公里，平地面積則占了326平方公里。

## 特色

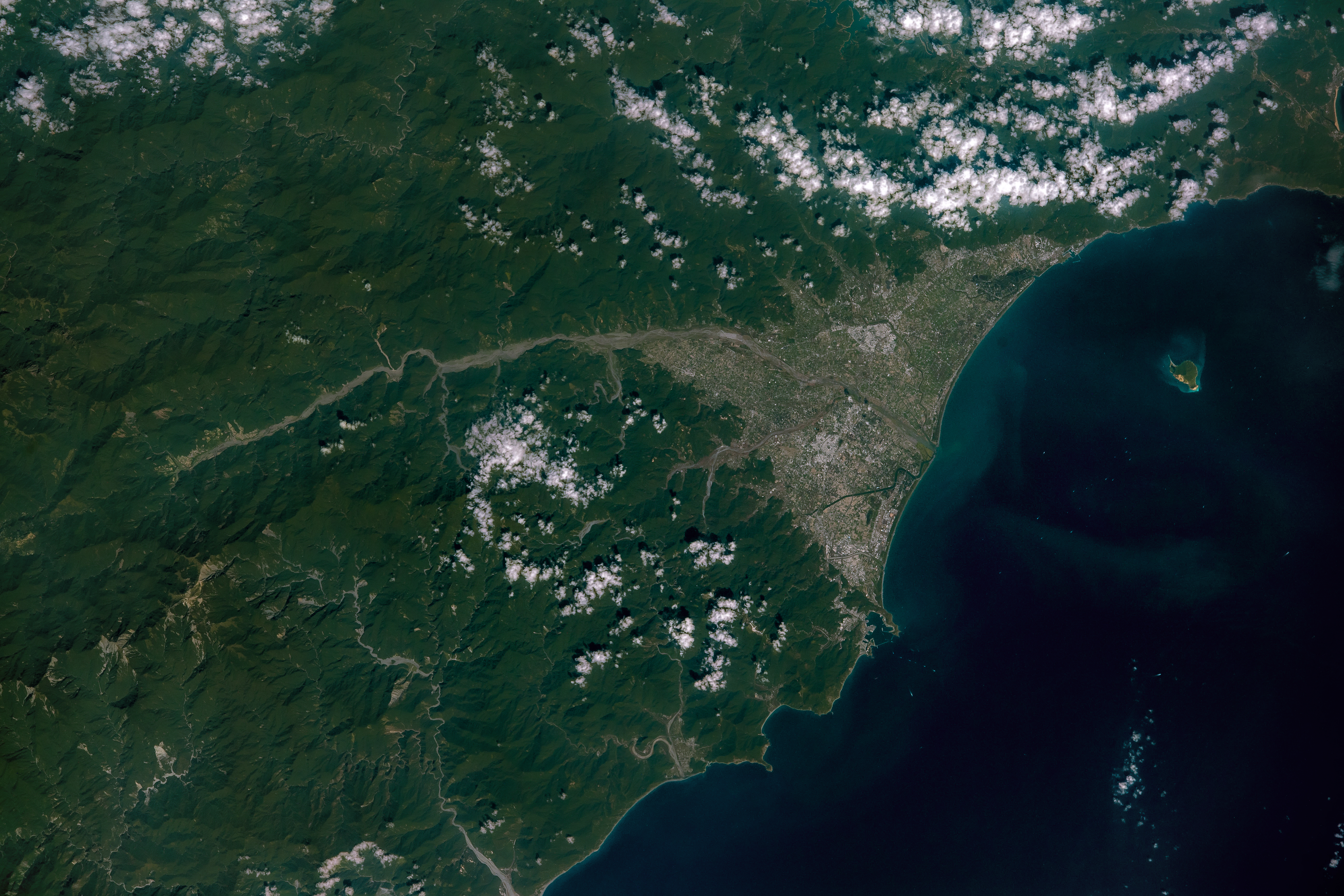
自國際太空站拍攝的蘭陽溪流域

蘭陽溪主流本身，對於宜蘭有特殊意義。傳統將宜蘭以蘭陽溪為界，劃分為溪北與溪南兩區，此種區分不僅如上述所指，地理上可資分別支流發源地，更具重要性的是在於其人文上的意義。
除大同鄉、南澳鄉兩個山地原住民鄉以外，宜蘭市、壯圍鄉、員山鄉、礁溪鄉、頭城鎮列為溪北地區；羅東鎮、五結鄉、三星鄉、冬山鄉、蘇澳鎮列為溪南地區，並分別以宜蘭市及羅東鎮為核心。除了在政治、經濟、文化上就可觀察出兩區略有差異外，最主要的就是型塑了地區居民的在地意識，使得彼此間就政經資源的分配產生競逐。

## 治理
蘭陽溪治理計畫始於日治時期的1929年，1939年完成河道兩岸共計42公里的堤防，奠定了蘭陽溪的治理基礎，因此在蘭陽大橋北岸立有「宜蘭濁水溪治水工事竣工紀念碑」。戰後初期政府以重建堤防為主，1972年台灣省水利局開始加高堤防，1991年辦理蘭陽溪治理規劃，治理起點上移至家源橋。

## 砂石盜採問題
1990年代，蘭陽溪砂石盜採、濫採情況嚴重，每天有约1200車次從省道呼嘯而過，有多人因此丧生。（p. 98）。

### 全國首例「杜絕砂石車超載」
1990年，宜蘭縣長游錫堃上任後，著手解決蘭陽溪的砂石盜採及濫採問題。當時砂石車超載的違規狀況在各縣市幾乎都束手無策。砂石運輸業者為提高營運利潤，惡性超載幾乎成常態，三十五噸的貨車實際超載率常達100%以上，載重平均六、七十噸，甚至重達一百噸，以致路面和橋樑毀損嚴重；而業者為彌補成本，除了超載之外，經常超車超速，車子遇到紅綠燈幾乎停不住，事故頻傳。但超載的罰款通常都依最低的一千八百元開罰，從寬裁決，業者超載愈多愈划得來，惡性超載完全無法遏止（p. 209）。
1991年，宜蘭縣政府以進出宜蘭的必經要塞「梗枋」做為管制站，為儲放超載所卸下的砂石，備好足夠腹地的卸貨場，避免日後砂石業者追討所卸下來的砂石。凡是違規的司機都要簽下切結書，聲明拋棄砂石的所有權。開始取締的第一天，為防止砂石車業者聯合抗爭並以砂石車橫阻唯一對外通路－台二省道，於是現場備了工程用的大金剛拖吊車及大型鏟土機，凡是遇上不服的業者或任意棄車者，便立即拖吊；任意傾倒砂石者，就把砂石鏟走，讓業者毫無反抗餘地，終於解決砂石車超載問題（p. 211）。
1992年，時任交通部長簡又新都公開讚揚：宜蘭縣能，為何其他縣市不能？從此宜蘭縣的砂石政策被泛稱為「宜蘭模式」（p. 99）。

### 全國首創「河川發包疏浚、砂石公共造產」
1991年時任縣長的游錫堃，專程面陳時任省政府主席的連戰，獲省主席同意、突破省政府原有政策與業者壓力，全國首創針對蘭陽溪「河川砂石採取」辦理「分期分段、發包疏浚、公共造產」。按理說，一條溪的砂石如果沒有人採取，政府便要採行發包疏浚，但一般人不會把這方法用到大量採砂的蘭陽溪上，游錫堃將這個方法套用過來，可說是全省（國）唯一的創舉（p. 212）。
從「發包疏浚」也可以看得出來，蘭陽溪的砂石蘊藏了多少暴利。過去「許可制」時，縣庫一年收入約數百萬元，改為「發包制」，突然增加了一億多元（p. 212）。1994年，「公共造產興辦河川土石採取」獲列「省政革新實驗項目」。

### 全國首例「全面禁採砂石」
1995年蘭陽溪根據研究顯示，河川飄砂量不足，迫使海岸線倒退；因為超深，影響地下水層甚鉅，宜蘭縣水文可能因此產生巨大改變（p. 215）。
1995年9月8日，縣府發了一道公告：「自即日起，全面停止受理申請使用縣內各級河川地採取土石」做為禁採砂石的先期動作。可預期的，這紙公告，縣府又輸了官司，因為蘭陽溪是主要河川，管理權屬於省府，縣府無權做此決定（p. 212）。
在縣政府契而不捨下，1996年11月22日省府突然來文，肯定宜蘭縣政府的做法，並且同意禁採四年以上，讓蘭陽溪得以休養生息（p. 217）。

## 生態
於出海口設有蘭陽溪口水鳥保護區，面積206公頃。西以臺2線北部濱海公路之噶瑪蘭大橋為界，東至低潮線沙灘、沙洲以內，南從噶瑪蘭大橋以下沿宜2線五結堤防道路至大錦閘門北端橋頭向東延伸至海岸低潮線止，北從噶瑪蘭大橋以下沿宜蘭河及美福大排水線匯合處北岸依鄉界線延伸至海口。

## 水系主要河川

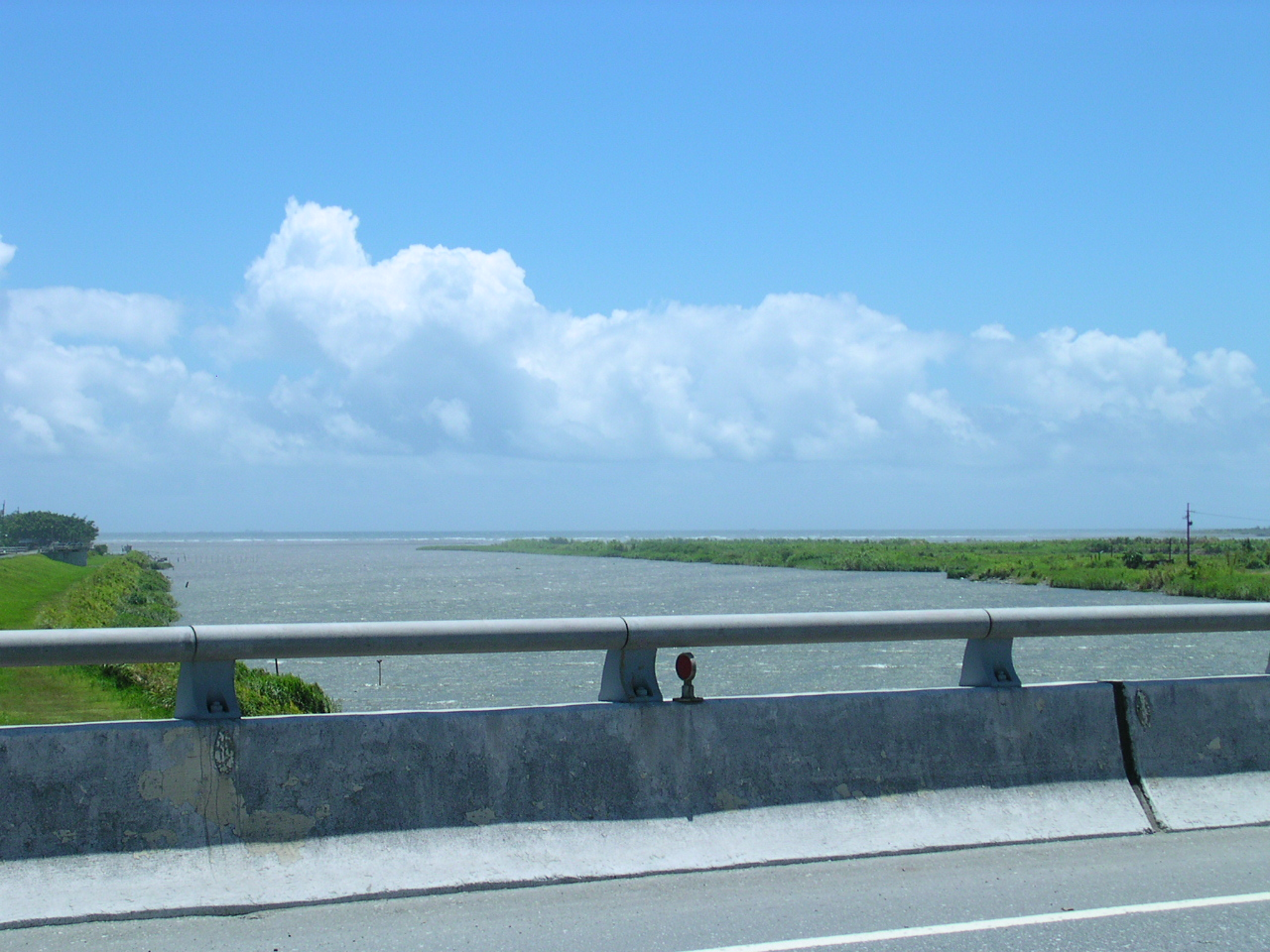
由噶瑪蘭大橋上往蘭陽溪出海口（攝於2006年8月）

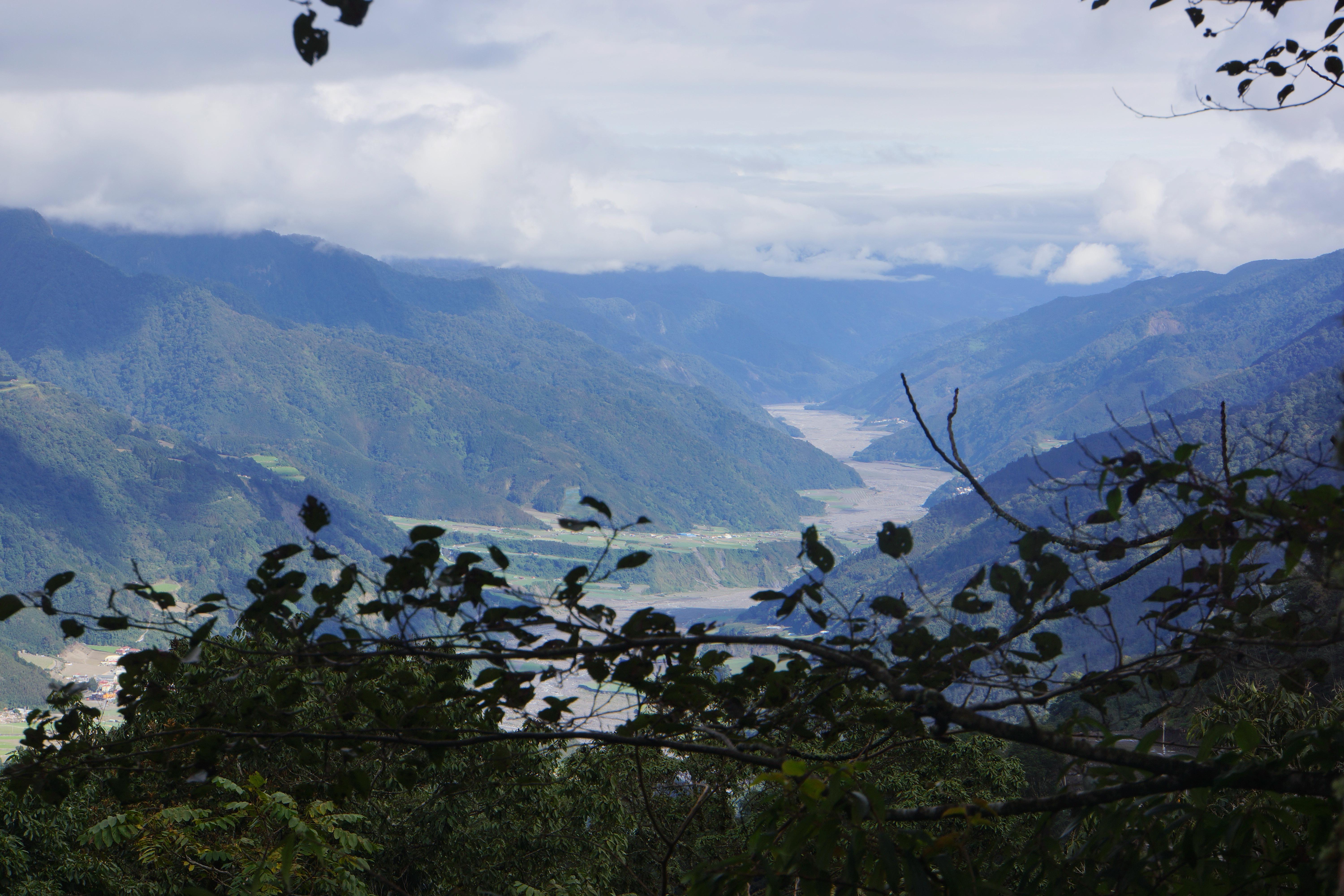
蘭陽溪谷

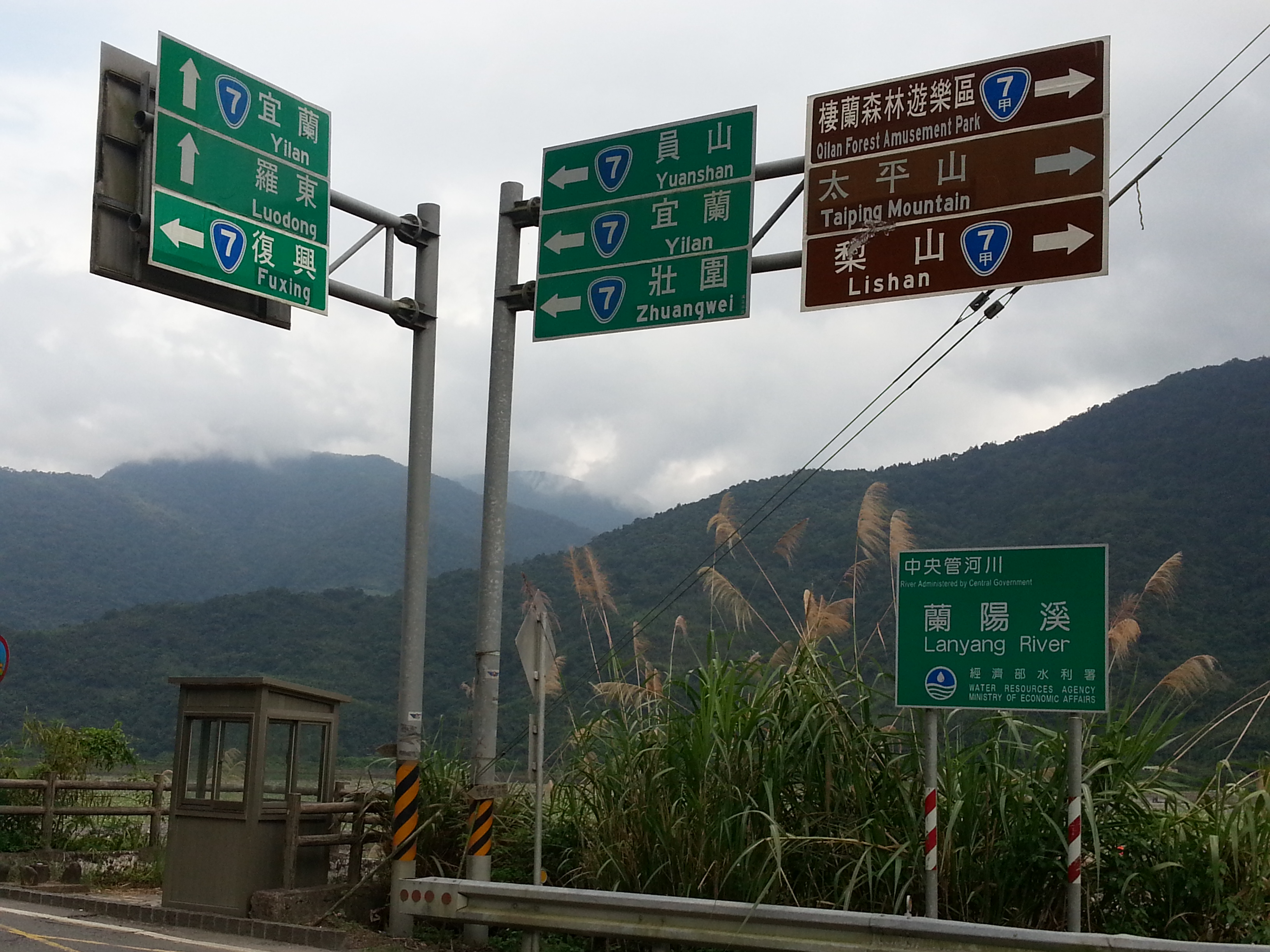
百韜橋路口，位於北橫公路與中橫公路宜蘭支線的交叉路口上。中橫公路宜蘭支線主要沿著蘭陽溪上游溪谷興建

以下由下游至源頭列出水系主要河川，其中粗體字為主流河道。
- 蘭陽溪：宜蘭縣
  - 冬山河：五結鄉、冬山鄉、南澳鄉
    - 冬山河舊道：五結鄉、冬山鄉
    - 照平坑溪：冬山鄉
      - 安平坑溪

    - 十三分坑溪：冬山鄉
    - 新寮坑溪：冬山鄉、南澳鄉
    - 舊寮坑溪：冬山鄉、南澳鄉

  - 宜蘭河：壯圍鄉、宜蘭市、員山鄉、礁溪鄉
    - 大礁溪：宜蘭市、員山鄉、礁溪鄉
    - 大湖溪：員山鄉
    - 五十溪：員山鄉

  - 羅東溪：五結鄉、三星鄉、羅東鎮、冬山鄉、大同鄉
    - 安農溪：三星鄉、冬山鄉
    - 番社坑溪：大同鄉

  - 粗坑溪：員山鄉
  - 頂粗坑溪：員山鄉、大同鄉
  - 破礑溪：大同鄉
  - 清水溪：三星鄉、大同鄉
    - 大溪：大同鄉
    - 赤鹿坑溪：大同鄉

  - 松羅溪：大同鄉
  - 東疊溪：大同鄉
  - 梵梵溪：大同鄉
  - 碼崙溪：大同鄉
  - 排谷溪：大同鄉
  - 天狗溪：大同鄉
  - 土場溪：大同鄉
  - 石頭溪：大同鄉
  - 加蘭溪：大同鄉
  - 卑南溪：大同鄉
  - 留茂安溪：大同鄉
  - 加納富溪：大同鄉
  - 四重溪：大同鄉
  - 保養溪：大同鄉
  - 實谷富溪：大同鄉
  - 夫布爾溪：大同鄉
  - 美羅溪：大同鄉
  - 美優溪：大同鄉
  - 米磨登溪：大同鄉
  - 馬當溪：大同鄉
  - 耶克糾溪：大同鄉，此溪以上流域各溪流分支均可統稱耶克糾溪，也可再細分：
    - 逸久溪或仍稱「耶克糾溪」，漢語音轉：大同鄉，源發南湖山群的木杆鞍部、多加屯山
    - 紅達拉溪：大同鄉，源發南湖山群的審馬陣山
    - 月桂溪：大同鄉，源發南湖山群的南湖北山

## 主要橋樑
以下由河口至源頭列出主流上之主要橋樑：
- 噶瑪蘭橋（省道台2線）
- 國道5號橋
- 台鐵宜蘭線濁水溪橋
- 舊蘭陽大橋（省道舊台9線、台鐵舊宜蘭線）
- 蘭陽大橋（省道台9線）
- 葫蘆堵大橋（鄉道宜61線）
- 泰雅大橋
- 牛鬥橋（省道台7丙線）
- 家源橋（省道台7甲線）
- 繼光橋（省道台7甲線）

## 外部連結
- 《蘭陽溪流域圖支流分布表》 （页面存档备份，存于）